# Baons-le-Comte
Baons-le-Comte è un comune francese di 343 abitanti situato nel dipartimento della Senna Marittima nella regione della Normandia.

## Società

### Evoluzione demografica
Abitanti censiti